# Frágiles (serie de televisión)
Frágiles es una serie de televisión española basada en el drama médico, producida por Mediaset España e Isla Producciones para su emisión en Telecinco. El espacio permaneció dos temporadas en pantalla desde su lanzamiento el 2 de agosto de 2012 hasta el 2 de septiembre de 2013, en el principal canal de Mediaset. Aunque la serie se emitió en Telecinco, estaba prevista en un principio para su emisión en Cuatro.
La ficción narró la vida de Pablo, un peculiar fisioterapeuta que utiliza métodos más propios de un psicólogo para curar a sus enfermos. A pesar de que la ficción constaba en principio de una única temporada de ocho episodios, la cadena renovó la serie para una segunda entrega tras la buena acogida por parte de la audiencia. En cuanto a su método de filmación, la comedia estuvo rodada en su totalidad en escenarios naturales y no contaba con diálogos definidos.

## Historia
El 13 de mayo de 2011, Isla Producciones informó a varios portales de televisión que tenía en manos un nuevo proyecto de ficción y en el que la cadena Telecinco estaba interesada en este. Poco más se supo del proyecto, solo que se trataba de un drama médico en el que su protagonista interpretaría a un fisioterapeuta, que los episodios serían de emisión semanal y que cuyas tramas no trascurrirán en un hospital, sino en una consulta. Además, se comunicó que ya había empezado el proceso de cástines y que la actriz Ruth Núñez fue una de las primeras en realizar la prueba. Por otro lado, actores como Toni Cantó, Santi Millán e incluso Alejandro Tous se pusieron en la piel del protagonista. Tras el visionado de las pruebas, la productora informó a su equipo artístico que «la elección no tardará en realizarse ya que, los planes iniciales del rodaje del piloto se prevé en un par de semanas».
Toni Cantó anunció el 24 de mayo del mismo año que preparaba un episodio piloto de la serie protagonizada por Santi Millán, y en cuyo reparto —en principio— figurarían los actores Natalia Millán, Adrián Lamana, Mikel Tello, Montse Díez y Marta Poveda. El actor también desveló el título a través de su cuenta de Twitter. La ficción que produce Isla Producciones inició las grabaciones del piloto en ese mismo día, aunque sin ninguna cadena confirmada, si bien inicialmente el grupo Mediaset España testó el proyecto.
Después de meses sin noticias al respecto, Mediaset dio luz verde al desarrollo del proyecto el 16 de septiembre tras quedar muy satisfechos con el episodio piloto que les presentó Isla. No obstante, el grupo aún no aprobó la serie para su emisión debido a la falta de producción y organización en la serie. Por otra parte, se anunció el fichaje de Ruth Núñez para encarnar el personaje de Lola, una paciente de Pablo con el que llegará a tener una relación especial; Elia Galera y Luisa Martín, como Teresa y Dolores, una paciente con terapia complicada y la madre de Lola respectivamente. En la misma nota también se dio a conocer los nombres que no figuraron finalmente en la serie, a pesar de participar en el piloto, los actores Toni Cantó y Natalia Millán no aparecieron. Ya en el mes de noviembre se confirmó el inicio oficial de las grabaciones, con un elenco artístico encabezado por Santi Millán, en el papel de Pablo, Elia Galera, Ruth Núñez y Luisa Martín —como la paciente y madre e hija respectivamente—. Fue entonces el 21 de ese mes cuando comenzó el rodaje del primer episodio de la ficción.
Casi un mes después del inicio de grabación, varios portales anunciaron el regreso de Blanca Portillo a la pequeña pantalla en ficciones como Hospital Central y Frágiles. La actriz regresó a la cadena después de dar vida en Acusados a Rosa Ballester, con un papel episódico en la nueva ficción médica que grabó el 12 de diciembre del mismo año junto a los actores de la serie. Por otra parte, se anunciaron otros personajes como el de Antonia San Juan, Alexandra Jiménez, Marta Poveda, Javi Tolosa, Diego Martín, Javier Pereira, Carlos Santos y Ana Rujas, que participaron cada uno en tramas de casos clínicos diferentes.
El 26 de junio de 2012, el portal de comunicación Vertele informó sobre un tuit publicado por el actor Karim El-Kerem en la red social Twitter, y añadió que la serie vería a luz en la cadena madre del grupo durante las vacaciones de verano, sin embargo, este portal hizo saber a sus lectores que la ficción podría ser lanzada «previsiblemente» durante el mes de agosto. Una semana después, la compañía presentó, mediante una nota de prensa, las principales ofertas de programación para el verano de 2012 en Telecinco. En este comunicado, se informó de varios estrenos tanto de ficción nacional como internacional en la que figuró esta serie, que finalmente sería emitida en dicho canal y no en Cuatro como el grupo tenía pensado en un principio. Por otro lado, el miércoles 4 de julio Telecinco comenzó a promocionar su nueva serie con Santi Millán, con bloques de alrededor de veinticinco segundos y tres promos distintas.
El domingo 22 de julio de 2012, el programa ¡Qué tiempo tan feliz! entrevistó a Santi Millán, Elia Galera y Norma Ruiz, tres de los actores protagonistas de Frágiles que asistieron al plató de María Teresa Campos para hablar entre otras cosas sobre la ficción. El programa también ofreció en exclusiva un adelanto con imágenes inéditas del primer capítulo de la serie. Por otro lado, una semana después, Telecinco anunció mediante promociones el estreno de la serie médica para la noche del jueves 2 de agosto. Así, la cadena quiso lanzar esta ficción para relevar a Hospital Central con la idea de heredar a algunos de sus seguidores. También destacar que el grupo de comunicación se aprovechó de un día de la semana con menor competencia para estrenar una serie.
Frágiles, protagonizada por Santi Millán —entre otros—, se programó en Telecinco el 2 de agosto de 2012 a las 22:53 horas. Su lanzamiento tuvo buena acogida por parte público, estrenándose con más de tres millones de espectadores y un 18,9 % de cuota de pantalla. Del mismo modo, consiguió hacerse con el segundo puesto en la franja de noche solo por detrás del partido de baloncesto de los Juegos Olímpicos que se retransmitió por La 1. A pesar de no destacar el primer episodio si lo hizo en la franja de madrugada, donde el segundo capítulo emitido consiguió una audiencia de 1 447 000 y el 17,5 % de share y lideró la franja de late night con un 16,4 % de cuota. En cuanto al desenlace de la primera temporada de la serie, la ficción marcó un 12,1 % y un 14,4 % en sus dos emisiones, con una mejora de un punto respecto a la semana anterior. Así, a pesar de que la ficción constaba en principio de una única temporada de ocho episodios, la cadena renovó la serie tras la buena acogida por parte de la audiencia que, a pesar de no ser muy elevada, se mantuvo líder en prácticamente todas sus emisiones al promediar un 13 % de cuota y más de 1,6 millones de espectadores en la primera entrega.
Cerca de un año después, concretamente el 22 de julio de 2013, la emisora estrenó la segunda tanda de episodios de la ficción con nuevas incorporaciones y protagonistas episódicos. No obstante, minutos antes del lanzamiento del primer episodio, los canales de Mediaset España ofrecieron un preestreno de la nueva temporada. Finalmente, y tras sus bajas audiencias, el grupo audiovisual comunicó que la ficción no contaría con más capítulos por lo que la ficción se despidió de los espectadores el 2 de septiembre de 2013.

## Argumento
La serie narra la vida de Pablo, un fisioterapeuta vocacional que utiliza unos métodos más propios de un psicólogo para curar a sus pacientes. Conoce a la perfección el cuerpo humano, pero tiene muy claro que tras el dolor físico se esconde el emocional, una historia que contar y una posibilidad de superación. Por este motivo, a la vez que trata sus lesiones indaga en sus emociones y estados de ánimo para saber cómo se sienten, ya que estos influyen de forma notable en su recuperación. Además de los casos clínicos y a través de sus pacientes, Pablo aborda su historia personal y las propias heridas que arrastra con ellos. Por otro lado, las tramas no trascurren en un hospital, por lo que el ‘fisio’ tiene que abrir su consulta y además se tendrá que desplazar, en caso de que lo requiera, hasta el domicilio de sus pacientes.

## Equipo técnico

### Producción
La serie está producida íntegramente por Isla Producciones, bajo la dirección de César Arriero, Manu Sanabria y Ruy Sorogoyen, la coordinación y supervisión de guion de Ulises Bermejo y Paula Muniozguren, los guiones de Isabel Peña, César Arriero y David Botello, y cuyos productores ejecutivos son Víctor García y Jorge Alonso, empleados de la compañía participada por Carlos Sobera. También destacar a sus creadores, siendo Jorge Alonso y Víctor Mato, quiénes ya habían trabajado para la cadena con series como La Pecera de Eva o Vida Loca. Por otra parte, la ficción que constaba en principio de una única temporada de ocho episodios, la cadena quiso renovarla por una segunda tanda de capítulos tras la buena acogida por parte de la audiencia. Destacar que los episodios son rodados en su totalidad en escenarios naturales y sin diálogos definidos. En cuanto al sistema de producción, cuenta con el mismo método de filmación de La pecera de Eva ya que el equipo trabaja improvisando los diálogos a partir de situaciones propuestas por sus guionistas.
El contenido y las tramas de la serie se abordan a través de sus protagonistas que muestran todo tipo de sentimientos y emociones con un trasfondo positivo, lleno de optimismo y ganas de vivir. Santi Millán encarna el papel de Pablo, un peculiar fisioterapeuta que consigue curar las dolencias físicas de sus pacientes con las manos, pero no son las lesiones lo que más le preocupa, sino sus emociones, ya que cree que cuerpo, alma y mente están unidos de forma intrínseca.

### Actores
La serie que Telecinco produce en colaboración con Isla Producciones, cuenta con un reparto de actores integrado por Elia Galera, Ruth Núñez, Luisa Martín, Norma Ruiz, Karim El-Kerem y Sandra Ferrús, si bien su principal protagonista está interpretado por Santi Millán que encarna el papel de un fisioterapeuta. Por otro lado, actores como Toni Cantó y Alejandro Tous fueron tentados por la productora para el papel que ocupó Millán, además el reparto de la serie —en principio— fue distinto al actual ya que, para la realización del episodio piloto fueron Natalia Millán, Adrián Lamana, Mikel Tello, Montse Díez, Marta Poveda y Susana Abaitúa, que finalmente ninguno de ellos llegaron a participar en la comedia.

### Actores invitados
La serie cuenta con numerosas intervenciones episódicas de varios actores populares como son Adrián Lamana interpretando a Dani, un adolescente conflictivo que se niega a estudiar, trabajar o ayudar en casa alegando fuertes dolores en sus extremidades, Blanca Portillo como Mónica, una mujer que padece el trastorno congénito huesos de cristal y que está dispuesta a desafiar sus miedos y sacrificar su salud y su matrimonio por ser madre, Diego Martín como Ulises, un paciente que posee una extraña enfermedad que le obliga a dormir la mayor parte del día, Antonia San Juan como Julia, una escritora de éxito que lleva una vida desenfrenada y Javi Tolosa como su pareja sentimental, Carlos Santos como Alejandro, un jugador compulsivo con serios trastornos de personalidad que padece una extraña dolencia que le hace imaginarse una amante, interpretada por Ana Rujas, que no existe, Nacho Aldeguer como Miguel, un joven que graba experiencias extremas y cuelga los vídeos en su página web, Alexandra Jiménez, Antonio Muñoz de Mesa y Marta Poveda como Eva, César y "La López" respectivamente, son un trío amoroso y Javier Pereira y Pablo Viña como Ángel y Luis, una pareja de gais que recurren al fisioterapeuta como último recurso para curar a Ángel de una leucemia.
En la segunda temporada, la actriz Patricia Vico confirmó, en marzo de 2013, que sería una de las primeras actrices en aparecer de manera episódica en la serie. También se confirmó la aparición de Cristina Castaño dando vida al personaje de Miriam, prima de Pablo. Tiempo más tarde, en el mes de junio del mismo año, se confirmó al reparto completo de los actores episódicos siendo Juanjo Artero, Malena Alterio, Almudena Cid, Elena Ballesteros, Antonio Molero, Kiti Mánver, Miguel Rellán, Paco Marín y Ana Risueño.

## Reparto

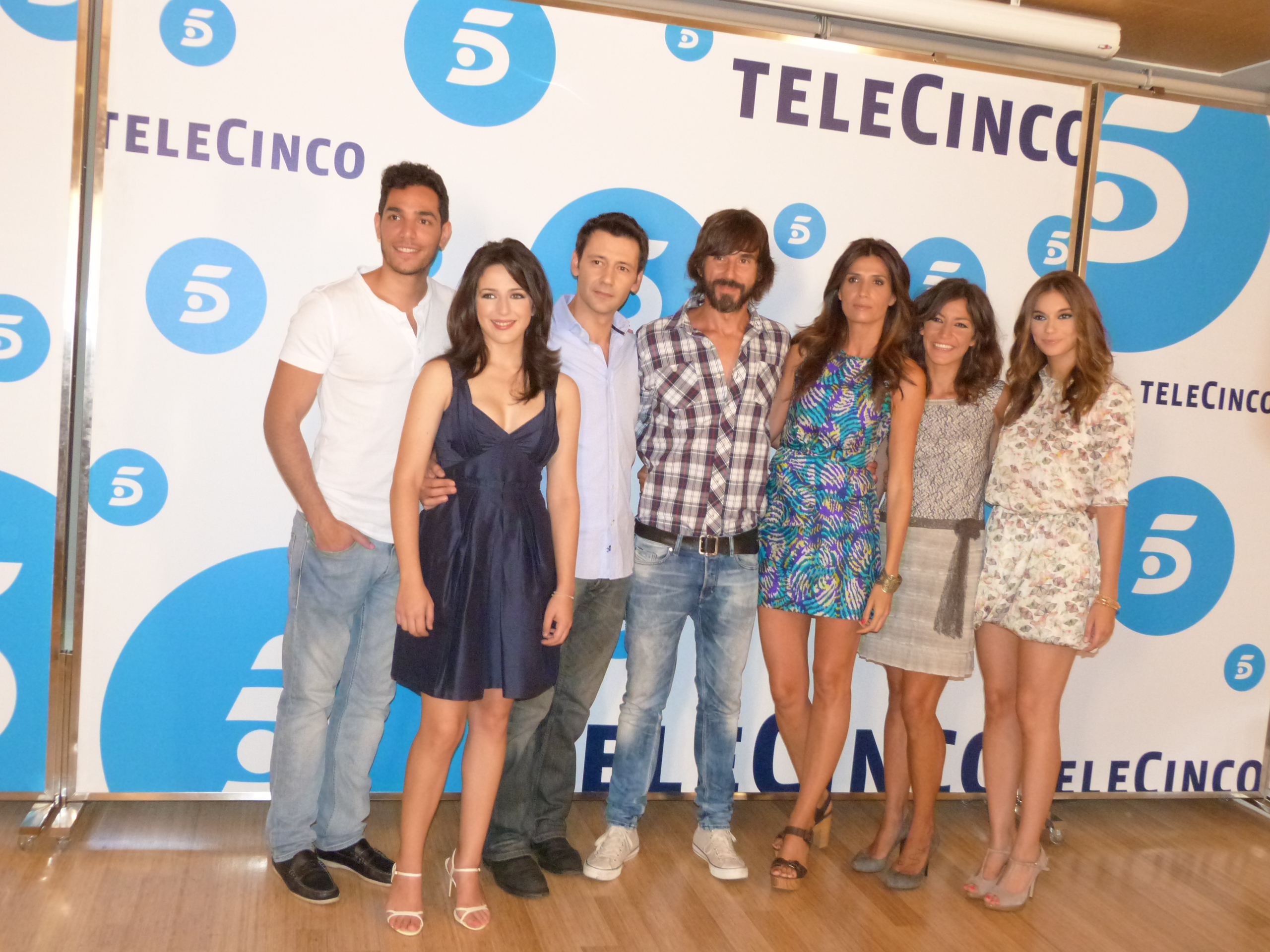
Reparto principal de actores en la presentación de la serie.

- Pablo Morillas está interpretado por Santi Millán: es un fisioterapeuta vocacional,[8] que utiliza unos métodos de terapia totalmente atípicos. Conoce a la perfección el cuerpo humano, pero tiene muy claro que tras el dolor físico se esconde el emocional, una historia que contar y una posibilidad de superación.[9][26] Por este motivo, a la vez que trata sus lesiones indaga en sus emociones y estados de ánimo para saber cómo se sienten, ya que estos influyen de forma notable en su recuperación. No le importa preguntar de forma abierta para saber cómo se encuentran, ya que considera que los sentimientos influyen en la recuperación del paciente.[58] En la segunda temporada, tras sufrir un accidente y con una dramática vida sentimental, Pablo se reencuentra con Mario, un viejo amigo de la juventud, e instala su nueva consulta en su casa. Allí inicia una nueva vida en la que huye del compromiso y tendrá una actitud despreocupada. Sin embargo, el dolor físico y emocional que le han causado las dificultades de su última etapa, le convierten en un mejor profesional.[12][59][60]
- Ana García está interpretada por Sandra Ferrús: es la mujer de Pablo y la hermana mayor de Pilar.[12][58] Por otro lado, han pasado ya seis años desde la noche en que conoció a su marido y en la que juntos iniciaron una bonita historia de amor. Sin embargo, una noche en la que volvía de un viaje de trabajo, descubrió la traición de Pablo con su hermana y, desde ese momento, su vida cobró un rumbo totalmente inesperado tanto que, sufrió un accidente de coche, perdiendo el conocimiento y quedando en coma. Un año después despierta del coma con un enorme deseo de recuperar el tiempo perdido. En ella descubrirá a una nueva mujer, mucho más cercana, vital y positiva que antes de su accidente.[59][61]
- Ignacio "Nacho" está interpretado por  Karim El-Kerem: es un chico guapo, triunfador y simpático. Por casualidad, conoce a Lola en la biblioteca de la Universidad y descubre que es la persona más auténtica, especial y distinta de todas las que ha conocido. El problema es que ella no siente lo mismo por él, aunque el joven no cesará en su empeño por conseguir una velada.[58] Un año después, se convierte en una persona más madura y responsable y su camino volverá a cruzarse con el de Lola de una forma totalmente inesperada.[59][61]
- Dolores "Lola" Martín está interpretada por Ruth Núñez: Padece del síndrome de Asperger.[12] Una lesión en la espalda le lleva a visitar la consulta de Pablo, que abordará este caso como un verdadero reto. Tiene una memoria prodigiosa que le permite recordar hasta el último detalle, en especial el mundo de los peces. No tolera la mentira y tiene un cuaderno en el que apunta lo que aprende cada día para comprender mejor a las personas. En la segunda temporada deja de vivir con su madre y asume el mayor reto de su vida en el plano personal. En el aspecto profesional, trabaja para Pablo en su consulta.[59][61]
- José está interpretado por Francisco Nortes: Tras el accidente de Teresa, su mujer, decidió aparcar todos sus proyectos para ocuparse de ella las 24 horas del día.[58] Para ello, tendrá que encargarse de visitar constantemente a los médicos, administrarle los medicamentos, asearla y darle de comer. No obstante, estas muestras de amor en la pareja pronto levantarán las sospechas de Pablo, el fisioterapeuta.[59][61]
- Pilar García está interpretada por Norma Ruiz: conoció y se enamoró de Pablo, pero él eligió a Ana, su hermana.[12][58] Sin embargo, se prometió a sí misma, no entrometerse jamás en esta relación por respeto y amor hacia su hermana aunque no siempre puede controlar sus sentimientos: en una noche de copas, perdió el control emocional y terminó en el lecho con el marido de Ana. En la segunda temporada se convierte en el principal obstáculo entre su hermana Ana y Pablo, ya que su relación pasará por momentos de dificultades.[59][61]
- Teresa González está interpretada por Elia Galera: hasta hace seis meses era una mujer vital que ejercía como ejecutiva en una multinacional, pero su vida cambió de forma radical tras sufrir un accidente de tráfico. El accidente le dejó unas lesiones tan graves que la dejaron postrada en una silla de ruedas.[12] Las duras esperanzas que tiene en volver a caminar, y con ellas las ganas de vivir, hacen que su marido este completamente por ella y tenga que encargarse las 24 horas del día, además tendrá que tratarse aunque sin resultados positivos.[58] Al inicio de la segunda temporada no estará con Pablo, sin embargo, reaparecerá en su vida con un comportamiento similar al del fisioterapeuta.[59][61]
- Dolores está interpretada por Luisa Martín: es la madre de Lola, una mujer entregada al cien por cien al cuidado de su hija, pero siempre manteniendo una actitud positiva, valiente, constructiva y sin límites.[12] Su día a día es un esfuerzo constante para lograr que su hija encuentre un lugar perfecto y que sobre todo, sea feliz.[58] Un año después, intenta retomar la relación con su hija, ya que la joven no le perdona que le hubiera hecho creer que su padre había muerto.[59][61]
- Jorge está interpretado por César Camino: es un amigo de Lola con quien comparte piso. Trabaja como ingeniero y padece del síndrome de Asperger, como la joven. El tiempo que pasa con Lola hace que se convierta en su mejor amigo, además su comportamiento con ella será tratarla como un caballero para hacerla sentir cada día más enamorada.[59][61]
- Mario está interpretado por Ginés García Millán: es un viejo amigo de Pablo con el que comparte hogar y profesión. Su comportamiento es el de un eterno adolescente de cuarenta años que tratará de ayudar a Pablo a salir de una mala etapa con su mujer tras sufrir un accidente de tráfico, además del misterioso revés en la vida sentimental del fisioterapeuta.[59][61][62]

## Rodaje
El rodaje se lleva a cabo en su totalidad en escenarios naturales, compuesto por pequeñas zonas urbanizadas, así como jardines, edificios y una consulta médica. En mayo de 2011, el equipo técnico empezó con las grabaciones del episodio piloto. Ya en el mes de noviembre, en concreto el 21 de ese mes, Mediaset España ordenó a Isla Producciones el inicio de las grabaciones oficiales de las primeras secuencias de la ficción. El elenco artístico estuvo encabezado por Santi Millán en el papel de Pablo, el fisioterapeuta, Elia Galera, Ruth Núñez y Luisa Martín. Tras la buena acogida por parte de la audiencia en la primera temporada, el equipo de producción se reunió el 8 de abril de 2013 para iniciar el rodaje de la segunda entrega de episodios.

## Episodios y audiencias
| Temporada | Temporada | Episodios | Estreno             | Final                    | Audiencia media | Audiencia media | Audiencia media |
| Temporada | Temporada | Episodios | Estreno             | Final                    | Espectadores    | Cuota           |                 |
| --------- | --------- | --------- | ------------------- | ------------------------ | --------------- | --------------- | --------------- |
|           | 1         | 8         | 2 de agosto de 2012 | 20 de septiembre de 2012 | 1 684 000       | 13,2 %          |                 |
|           | 2         | 8         | 22 de julio de 2013 | 2 de septiembre de 2013  | 1 279 000       | 10,0 %          |                 |
| Total     | Total     | 16        | 2012                | 2013                     | 1 481 000       | 11,6 %          |                 |

### Primera temporada: 2012
| N.º (serie) | N.º (temp.) | Título                     | Director(es)                            | Fecha de emisión         | Audiencia          |
| ----------- | ----------- | -------------------------- | --------------------------------------- | ------------------------ | ------------------ |
| 1           | 1           | «La mano de Dani»          | Manu Sanabria                           | 2 de agosto de 2012      | 1 928 000 (14,2 %) |
| 2           | 2           | «Huesos de cristal»        | Manu Sanabria                           | 2 de agosto de 2012      | 1 447 000 (17,5 %) |
| 3           | 3           | «El dormilón»              | César ArrieroRuy Sorogoyen              | 9 de agosto de 2012      | 1 587 000 (11,8 %) |
| 4           | 4           | «La escritora desinhibida» | César ArrieroRuy Sorogoyen              | 16 de agosto de 2012     | 1 446 000 (11,5 %) |
| 5           | 5           | «El mentiroso»             | César ArrieroRuy Sorogoyen              | 30 de agosto de 2012     | 1 661 000 (10,8 %) |
| 6           | 6           | «El jackass»               | César ArrieroRuy Sorogoyen              | 6 de septiembre de 2012  | 1 793 000 (13,3 %) |
| 7           | 7           | «Ménage à trois»           | César ArrieroManu SanabriaRuy Sorogoyen | 13 de septiembre de 2012 | 1 973 000 (12,1 %) |
| 8           | 8           | «Enfermos del corazón»     | César ArrieroRuy Sorogoyen              | 20 de septiembre de 2012 | 1 633 000 (14,4 %) |

### Segunda temporada: 2013
| N.º (serie) | N.º (temp.) | Título                      | Director(es)                            | Fecha de emisión        | Audiencia          |
| ----------- | ----------- | --------------------------- | --------------------------------------- | ----------------------- | ------------------ |
| 9           | 1           | «El mendigo herido»         | Manu Sanabria                           | 22 de julio de 2013     | 1 517 000 (10,1 %) |
| 10          | 2           | «Las hermanas gimnastas»    | César ArrieroManu SanabriaRuy Sorogoyen | 29 de julio de 2013     | 1 490 000 (10,1 %) |
| 11          | 3           | «El hombre irrompible»      | César ArrieroManu SanabriaRuy Sorogoyen | 5 de agosto de 2013     | 1 237 000 (9,3 %)  |
| 12          | 4           | «Viejos amigos»             | Manu SanabriaRuy Sorogoyen              | 12 de agosto de 2013    | 1 117 000 (9,0 %)  |
| 13          | 5           | «El deportista atropellado» | César ArrieroRuy Sorogoyen              | 19 de agosto de 2013    | 1 107 000 (8,3 %)  |
| 14          | 6           | «La monja milagrosa»        | César ArrieroRuy Sorogoyen              | 26 de agosto de 2013    | 1 478 000 (10,3 %) |
| 15          | 7           | «El extraterrestre»         | César ArrieroRuy Sorogoyen              | 2 de septiembre de 2013 | 1 336 000 (9,2 %)  |
| 16          | 8           | «Sin miedo a nada»          | César ArrieroRuy Sorogoyen              | 2 de septiembre de 2013 | 947 000 (13,9 %)   |

## Recepción y crítica
En su primera emisión el 2 de agosto de 2012, la serie anotó 3 057 000 espectadores y un 18,9 % de cuota de pantalla. Por otra parte, la segunda entrega consiguió un 15,1 % y 2 578 000 fieles, ambas siendo líderes en su franja de emisión. Destacar entre otras cosas que el estreno de ‘Frágiles’ también tuvo una muy buena acogida en las redes sociales. Conocidos actores y famosas celebridades junto a espectadores, comentaron el estreno a través de la famosa red social Twitter, repasaron los mejores momentos de la ficción y alabaron el trabajo de los actores del reparto principal.
Ha sido muy valorada tanto por el público como por la crítica. El periodista Ángel Sánchez Harguindey explicó en su sección de El País que «El reparto es correcto y funcional, los diálogos no espantan al buen gusto y alguno de sus protagonistas, sobresalen a la más que aceptable media interpretativa». Por otro lado, el portal especializado en televisión Fórmula TV analizó por pasos a los actores de la serie y además añadió que «estamos ante una serie de calidad, donde su mayor y peor baza puede corresponder a la cadena que lo emite, que ha decidido estrenarla en una época dónde es más complicado seguir una ficción». Además, la historia de Pablo fue reconocida por la revista The Wit, que la situó como uno de los tres títulos más relevantes de la televisión mundial y por el Festival de Cannes de 2012 al considerarla como una de las diez series más destacadas del mundo.
Especial mención que muestra del gran apoyo del público fue la opinión de los seguidores en redes sociales como «ojalá los médicos fueran igual de maravillosos», «Ruth Núñez me está dejando con la boca abierta» o recibir valoraciones en páginas web especializadas como IMDb o FilmAffinity con una nota superior a los cinco puntos sobre diez, sin embargo, algunos criticaron y compararon el personaje de Santi Millán con el Doctor House.

## Distribución internacional
El 9 de abril de 2013, el grupo de comunicación, Mediaset España, cerró un acuerdo alcanzado con DirecTV, canal que emite por satélite en Estados Unidos e Hispanoamérica, para la venta de sus series y programas en el mercado internacional. Así, el paquete incluyó los derechos para la emisión de la primera y la segunda temporada de esta ficción, entre otras. Desde el 9 de junio de 2014, la cadena argentina Telefe, transmitió esta ficción.
en el horario de las 18 horas de lunes a viernes.